# Smithfield (Ohio)
Smithfield és una vila dels Estats Units a l'estat d'Ohio. Segons el cens del 2000 tenia 867 habitants.

## Demografia
Segons el cens del 2000, Smithfield tenia 867 habitants, 358 habitatges, i 230 famílies. La densitat de població era de 348,7 habitants per km².
Dels 358 habitatges en un 27,4% hi vivien nens de menys de 18 anys, en un 48,9% hi vivien parelles casades, en un 11,5% dones solteres, i en un 35,5% no eren unitats familiars. En el 32,1% dels habitatges hi vivien persones soles el 15,6% de les quals corresponia a persones de 65 anys o més que vivien soles. El nombre mitjà de persones vivint en cada habitatge era de 2,34 i el nombre mitjà de persones que vivien en cada família era de 2,9.
Per edats la població es repartia de la següent manera: un 24,1% tenia menys de 18 anys, un 6% entre 18 i 24, un 26,1% entre 25 i 44, un 24% de 45 a 60 i un 19,8% 65 anys o més.
L'edat mediana era de 40 anys. Per cada 100 dones de 18 o més anys hi havia 82,8 homes.
La renda mediana per habitatge era de 25.179 $ i la renda mediana per família de 30.833 $. Els homes tenien una renda mediana de 33.500 $ mentre que les dones 17.813 $. La renda per capita de la població era de 13.734 $. Aproximadament el 21,4% de les famílies i el 28,8% de la població estaven per davall del llindar de pobresa.

## Poblacions properes
El següent diagrama mostra les poblacions més properes.